# Władimir Jepiszyn
Władimir Wiktorowicz Jepiszyn, ros. Владимир Викторович Епишин (ur. 11 lipca 1965 w Leningradzie) – rosyjski szachista, arcymistrz od 1990 roku.

## Kariera szachowa
W roku 1990 wystąpił po raz pierwszy w finale mistrzostw Związku Radzieckiego, zajmując w Leningradzie V miejsce. Rok później w Moskwie, w ostatnim finale mistrzostw ZSRR, zajął III miejsce i zdobył brązowy medal. W roku 1993 był bardzo blisko awansu do meczów pretendentów, zajmując w turnieju międzystrefowym w Biel/Bienne XI miejsce (do kolejnego etapu walki o mistrzostwo świata awansowała wówczas pierwsza dziesiątka). W 1997 wystąpił w Groningen na mistrzostwach świata rozegranych systemem pucharowym, awansując do III rundy (w której przegrał z Piotrem Swidlerem).
Jest uznawany za jednego z największych specjalistów od gry w turniejach otwartych, corocznie startując w kilkunastu turniejach rozgrywanych w tej formule. Wielokrotnie zwyciężył bądź podzielił I miejsca w turniejach indywidualnych, m.in. w latach:
- 1990 – Frankfurt nad Menem,
- 1992 – Moskwa,
- 1993 – Berno,
- 1994 – Mlada Boleslav, Brno, Elenite,
- 1995 – Manresa,
- 1996 – Parnawa (turniej B), Reggio Emilia (1995/96),
- 1997 – Bad Wiessee, Las Palmas, Aschach,
- 1998 – Graz, Corte Ingles,
- 1999 – Bratto, Willingen (Upland), Neuchâtel[4],
- 2000 – Vancouver, Vlissingen, Turyn, Essent, Bratto, Neuchâtel[5],
- 2001 – Bratto, Willingen (Upland), Baunatal,
- 2002 – Saint-Vincent, Deizisau, Créon, Arco, Sewilla, Bratto i na Wyspie Man,
- 2003 – Deizisau, Créon,
- 2004 – Reykjavik, Marsylia, Kilonia, Albacete, Nicea,
- 2005 – Genewa, Schwäbisch Gmünd, Bratto, Erandio, Sewilla, Northeim,
- 2006 – Le Touquet-Paris-Plage,
- 2007 – Parla, Granada,
- 2012 – Erice.

W połowie lat 90. należał do ścisłej światowej czołówki. Najwyższy ranking w karierze osiągnął 1 stycznia 1994 r., z wynikiem 2675 punktów zajmował wówczas 10. miejsce na światowej liście FIDE, jednocześnie zajmując 5. miejsce wśród rosyjskich szachistów.